# أوليفيا غوزمان
أوليفيا غوزمان (بالإسبانية: Olivia Guzmán)‏ هي نحّاتة مكسيكية، (و. القرن 20  م).